# ذکی زورلو
ذکی زورلو (ترکی استانبولی: Zeki Zorlu، زادهٔ ۱۹۳۹ در  باباداغ ، دنیزلی،ترکیه) تاجر و کارآفرین اهل ترکیه است. وی از مؤسسان و بنیان‌گذاران زورلو هلدینگ است که در حال حاضر به همراه برادرش احمد نظیف زورلو ریاست و رهبری این هلدینگ را بر عهده دارند.